# نادزدا لیخاچوا
نادزدا لیخاچوا (انگلیسی: Nadezda Likhacheva؛ زادهٔ ۱۸ اوت ۱۹۹۵) وزنه‌بردار زن اهل قزاقستان است.
وی در مسابقات کشوری و بین‌المللی در مجموع برندهٔ ۱ مدال برنز شده‌است.